# Patrick Doyon
Patrick Doyon (Montreal, 17 de maio de 1979) é um animador e ilustrador canadense. Como reconhecimento, foi nomeado ao Oscar 2012 na categoria de Melhor Animação em Curta-metragem por Dimanche.